# Julie Winnefred Bertrand
Julie Winnefred Bertrand (Montréal, 16 settembre 1891 – Montréal, 18 gennaio 2007) è stata una supercentenaria canadese, persona di sesso femminile vivente più longeva al mondo dalla morte di Elizabeth Bolden, l'11 dicembre 2006, fino al suo stesso decesso; era inoltre la seconda persona vivente più longeva al mondo, dopo Emiliano Mercado del Toro.

## Biografia
Nacque il 16 settembre 1891 a Montréal, nel Québec, figlia maggiore di Napoleon Bertrand e di sua moglie Julia Mullins, un'immigrata irlandese. Non si sposò mai e non ebbe figli, ma da giovane fu corteggiata dal futuro primo ministro canadese Louis Saint-Laurent, che viveva in un paese vicino.
Lavorò come venditrice di vestiti a Coaticook per molti decenni; risiedette poi nella struttura assistenziale Residence Berthiaume de Tremblay di Montréal negli ultimi 35 anni della sua vita. Rimase mentalmente molto lucida anche da supercentenaria.
L'11 dicembre 2006, con la morte della 116enne statunitense Elizabeth Bolden, Julie Winnefred Bertrand divenne la donna vivente più longeva del mondo; alla sua morte, avvenuta a Montréal il 18 gennaio 2007 all'età di 115 anni e 124 giorni, il titolo di donna vivente più longeva a livello mondiale passò alla statunitense Emma Tillman.
Julie Winnefred Bertrand è tuttora la terza persona canadese più longeva di sempre, dietro alla 117enne Marie-Louise Meilleur e alla 115enne Mary Ann Rhodes (1882-1998).